# Annapurna Pictures
Annapurna Pictures è una casa di produzione e distribuzione cinematografica statunitense fondata nel 2011 da Megan Ellison.
Studio di impronta fortemente indipendente, l'Annapurna produce principalmente film d'autore o progetti indipendenti e sperimentali. Attraverso le sue sussidiarie, si occupa anche di finanziare e promuovere film, oltre che di sviluppare e pubblicare videogiochi indie.

## Storia
L'Annapurna Pictures viene fondata il 1º aprile 2011 da Megan Ellison, produttrice emergente e figlia del multimiliardario Larry Ellison, a Los Angeles. Per il nome della compagnia, si ispira a quello dell'Annapurna Circuit in Nepal, da lei scalato nel 2006.
Nell'aprile del 2012, l'Annapurna lancia Panorama Media, una società che si occupa di produrre, finanziare e distribuire a livello internazionale film d'autore che possano avere un buon ritorno commerciale; inoltre, si occupa di vendere i diritti internazionali di alcuni film dell'Annapurna e di altri progetti selezionati. Nel 2014, Panorama viene rilanciata e ribattezzata Annapurna International, con il compito di assistere esclusivamente la società madre.
Nel settembre del 2016 lancia la Annapurna Television, una società incaricata di produrre prodotti televisivi. La prima produzione della società è stata La ballata di Buster Scruggs dei fratelli Coen, originariamente ideata come una serie televisiva e poi divenuta un film a episodi, distribuito da Netflix.
Nel dicembre del 2016 lancia l'Annapurna Interactive, una casa sviluppatrice ed editrice di videogiochi con sede a West Hollywood.
Nel gennaio del 2017, l'Annapurna annuncia la sua intenzione di iniziare anche a distribuire film, lasciando però la distribuzione delle sue pellicole in quasi tutto il mondo alla Metro-Goldwyn-Mayer, con cui stringe un contratto valido sei anni. Allo stesso tempo, stringe un contratto pluriennale con Hulu, a cui garantisce l'esclusiva sullo streaming di tutti i film distribuiti da Annapurna. Per quanto riguarda l'home video, la compagnia firma un contratto con la 20th Century Fox Home Entertainment, che sovrintenderà a tutte le uscite home video dei film distribuiti da Annapurna. Il primo film distribuito da Annapurna è stato Detroit di Kathryn Bigelow nel 2017.
Nel maggio del 2017, la Plan B Entertainment annuncia un accordo di tre anni con l'Annapurna, in cui la prima si occuperà di finanziare almeno tre film all'anno che la seconda poi promuoverà e distribuirà; in cambio, l'Annapurna ha ricevuto dalla prima i diritti del film Vice - L'uomo nell'ombra.

## Società controllate
- Annapurna International, già Panorama Media[6] (2012-in attività)[5]
- Annapurna Television (2016-in attività)[7]
- Annapurna Interactive (2016-in attività)[11]

## Filmografia

### Produzione
- Lawless, regia di John Hillcoat (2012) - con The Weinstein Company
- Cogan - Killing Them Softly (Killing Them Softly), regia di Andrew Dominik (2012) - con The Weinstein Company
- The Master, regia di Paul Thomas Anderson (2012) - con The Weinstein Company
- Spring Breakers - Una vacanza da sballo (Spring Breakers), regia di Harmony Korine (2012) - con A24
- Zero Dark Thirty, regia di Kathryn Bigelow (2012)  - con Columbia Pictures
- The Grandmaster, regia di Wong Kar-wai (2013) - con The Weinstein Company
- Lei (Her), regia di Spike Jonze (2013) - con Warner Bros.
- American Hustle - L'apparenza inganna (American Hustle), regia di David O. Russell (2013)  - con Columbia Pictures e Atlas Entertainment
- Foxcatcher - Una storia americana (Foxcatcher), regia di Bennett Miller (2014) - con Sony Pictures Classics
- Joy, regia di David O. Russell (2015) - con 20th Century Fox
- Wiener-Dog, regia di Todd Solondz (2016) - con Amazon Studios, IFC Films and Killer Films[24]
- Tutti vogliono qualcosa (Everybody Wants Some!!), regia di Richard Linklater (2016) - con Paramount Pictures[25]
- Sausage Party - Vita segreta di una salsiccia (Sausage Party), regia di Conrad Vernon e Greg Tiernan (2016) - con Columbia Pictures, Point Grey Pictures e Nitrogen Studios[26]
- The Bad Batch, regia di Ana Lily Amirpour (2016)
- Le donne della mia vita (20th Century Women), regia di Mike Mills (2016)
- Detroit, regia di Kathryn Bigelow (2017) - con First Light Productions e Page 1
- Downsizing - Vivere alla grande (Downsizing), regia di Alexander Payne (2017) - con Ad Hominem Pictures
- Il filo nascosto (Phantom Thread), regia di Paul Thomas Anderson (2017) - con Focus Features e Ghoulardi Film Company
- I fratelli Sisters (The Sisters Brothers), regia di Jacques Audiard (2018) - con Why Not Productions[27]
- Se la strada potesse parlare (If Beale Street Could Talk), regia di Barry Jenkins (2018) - con Plan B Entertainment e Pastel Productions[28]
- La ballata di Buster Scruggs (The Ballad of Buster Scruggs), regia di Joel ed Ethan Coen (2018)
- Vice - L'uomo nell'ombra (Vice), regia di Adam McKay (2018) - con Gary Sanchez Productions e Plan B Entertainment
- Che fine ha fatto Bernadette? (Where'd You Go, Bernadette), regia di Richard Linklater (2019)
- Missing Link, regia di Chris Butler (2019) - con Laika
- La rivincita delle sfigate (Booksmart), regia di Olivia Wilde (2019)
- Bombshell - La voce dello scandalo (Bombshell), regia di Jay Roach (2019)
- Nimona (Nimona), regia di Nick Bruno e Troy Quane (2023) - con Netflix

### Distribuzione
- Detroit, regia di Kathryn Bigelow (2017)
- Brad's Status, regia di Mike White (2017) - con Amazon Studios
- Professor Marston and the Wonder Women, regia di Angela Robinson (2017) - con Sony Pictures Worldwide Acquisitions[29]
- Il giustiziere della notte - Death Wish (Death Wish), regia di Eli Roth (2018) - con Metro-Goldwyn-Mayer
- Sorry to Bother You, regia di Boots Riley (2018)[30]
- I fratelli Sisters (The Sisters Brothers), regia di Jacques Audiard (2018)[27]
- Se la strada potesse parlare (If Beale Street Could Talk), regia di Barry Jenkins (2018)
- Vice - L'uomo nell'ombra (Vice), regia di Adam McKay (2018)